# اورنجویل، شهرستان دیکالب، ایندیانا
اورنجویل (به انگلیسی: Orangeville) یک منطقهٔ مسکونی در ایالات متحده آمریکا است که در ایندیانا واقع شده‌است. اورنجویل ۲۴۹٫۹۴ متر بالاتر از سطح دریا قرار دارد.